# Кораб (водопад)
Кораб (Пройфел, макед. Корапски водопад, алб. Ujëvara e Korabit) — водопад на западе Северной Македонии рядом границей с Албанией на территории национального парка Маврово. Находится в верхнем течении реки Длабока (бассейн Радики) на склоне горы Кораб. Он образуется весной от таяния снега на восточной стороне пика Мал-Кораб. Интенсивность водопада меняется в зависимости от сезона. Это самый высокий водопад в Северной Македонии и на Балканском полуострове.

## Характеристика
Данные о высоте водопада различаются в зависимости от измерений; называется высота от 100 до 138 метров. Точная высота зависит от способа определения его верхней и нижней точки, что может различаться при разных измерениях. Верхняя точка находится примерно в 2120 м над уровнем моря, а нижняя — на отметке приблизительно 1990 м.
Самый высокий уровень воды наблюдается в конце мая — начале июня, а потом расход воды падает в течение всего лета. В очень сухое лето водопад может высохнуть в конце августа или сентябре.
Водопад и долина реки сформировались во время последнего оледенения под действием ледников.

## Доступность
Водопад находится в достаточно труднодоступных местах. Лучший путь к водопаду лежит через ущелье реки Длабока от деревни Нистрово, идёт через покинутую деревню Жужне. Оттуда один из маршрутов ведёт через леса, но при этом придётся дважды пересекать реку по импровизированным переходам. По другому маршруту можно пройти, если пересечь реку по мосту у церкви. Он короче, но круче и менее безопасен.